# Rivalidad

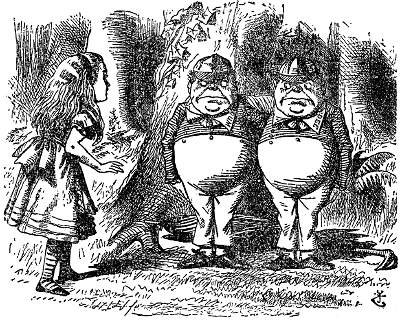
Tweedledum y Tweedledee, rivales ficticios de A través del espejo de Lewis Carroll.

Una rivalidad se refiere el estado de dos personas o grupos que participan en una relación competitiva de larga duración. La rivalidad se refiere pues al espíritu de «uno contra el otro» entre dos bandos que compiten. La relación misma puede también denominarse «una rivalidad», y cada participante o bando es rival del otro. Al principal rival de una persona se le puede llamar su archirrival. Las rivalidades pueden definirse como «un proceso de categorización perceptual en el que actores identifican qué estados son competidores suficientemente amenazantes». Para que la rivalidad persista, en lugar de que resulte en un dominio perpetuo por una de las partes, debe tratarse de «una relación competitiva entre iguales». El politólogo estadounidense John A. Vasquez ha afirmado que la igualdad de poder es un componente necesario para que exista una rivalidad verdadera, pero otros teóricos han cuestionado tal elemento.
Las rivalidades cruzan muchos campos diferentes dentro de la sociedad y «abundan en todos los niveles de interacción humana», existiendo a menudo entre amigos, firmas, equipos deportivos, escuelas y universidades. Más aún, «familias, políticos, partidos políticos, grupos étnicos, secciones regionales de países y estados participan todos en rivalidades duraderas de duración e intensidad diferentes». Las rivalidades se desarrollan como producto de la competencia y ritualismo entre diferentes bandos. En algunos casos, la rivalidad puede volverse «tan avasalladora que los actores se preocupan solamente por si sus acciones dañarán o beneficiarán a sus rivales».

## Origen y significado

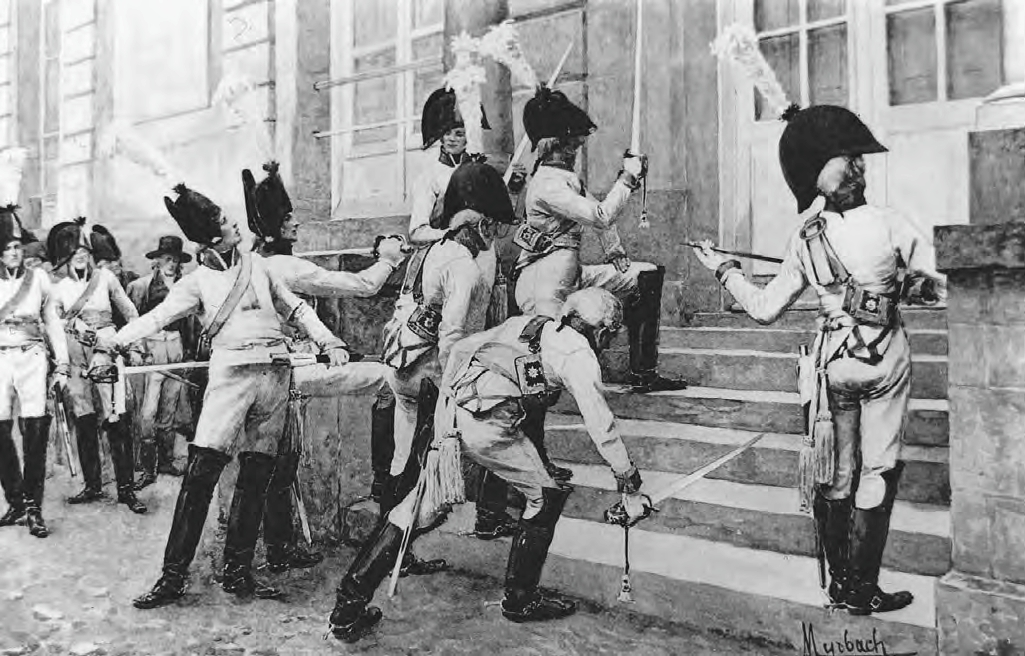
La rivalidad entre Francia y Alemania ha existido desde que los dos estados naciones se originaron; aquí, oficiales de la Guardia del Cuerpo prusiano, deseosos de provocar la guerra, afilan sus espadas en las escaleras de la embajada francesa en Berlín en el otoño de 1806.

Las rivalidades generalmente se refieren a una competencia entre personas o grupos, en la que cada uno se esfuerza por tener más éxito que el otro.Alternativamente, y en particular cuando se usa en la forma verbal (rivalizado), puede indicar una relación de igualdad, como en las expresiones «rival de sus pares», «persona sin rival», o «actuación sin rival». El origen de la raíz rival es del francés medio y del latín rivalis, y del francés rivus, que significa persona que bebe del mismo arroyo que otro. : 404  : 400 
James Mark Baldwin, en su Diccionario de Filosofía y Psicología (1902), definió tres tipos principales de rivalidad:
1. rivalidad biológica,
2. rivalidad personal o consciente,
3. rivalidad comercial e industrial [10]

Alternativamente, en una revisión, Kilduff y cols. (2010), dividieron en cambio la competición en tres tipos (individual, grupal y organizacional) y distinguieron la rivalidad específicamente como una «relación competitiva subjetiva» que implica por necesidad un «mayor involucramiento psicológico y riesgos percibidos». Investigaciones más recientes han identificado asimismo la similitud, la proximidad y una historia de competición como antecedentes necesarios para el establecimiento de una rivalidad, mientras que otros han sugerido que la descortesía puede reducir la necesidad de una historia de competición para solidificar la relación rival.

### Archirrival
Cuando una persona o entidad tiene múltiples rivales, el más importante o significativo puede ser llamado archirrival. En la ficción, es común que personajes heroicos recurrentes tengan archirrivales o archienemigos que sirvan como contraste para el héroe. No obstante, los archirrivales también pueden distinguirse de un némesis, refiriéndose este último a un enemigo al que el héroe no puede derrotar (o que derrota al héroe), incluso sin haber sido un enemigo de larga data o constante del héroe.

## Rivalidades amistosas
Rivalidades en la que los competidores permanecen en desacuerdo sobre asuntos o resultados específicos, pero mantienen por lo demás relaciones amables, pueden ser llamadas rivalidades amistosas. Instituciones tales como las universidades suelen mantener rivalidades amistosas, con la idea de que «[una] rivalidad amistosa anima a una institución a poner en primer plano lo mejor que tenga para ofrecer, a sabiendas de que si es deficiente, otras van a desbancarla». En algunos casos, instituciones tales como corporaciones, ligas deportivas o unidades militares pueden fomentar rivalidades amistosas entre subconjuntos dentro de la misma institución. Por ejemplo, en la década de 1870, el ejército británico celebró una competición deportiva en la que distintas unidades militares seleccionaron miembros para competir contra aquellos seleccionados por las demás unidades, con el objeto de generar rivalidades amistosas entre unidades y así promover la cohesión interna. Tales rivalidades pueden alentarse también con el objeto de incitar a miembros particulares de tales subconjuntos a competir de manera más productiva.

### Rivalidades entre servicios
Las rivalidades entre servicios pueden ocurrir entre diferentes ramas de las fuerzas armadas de un país, naciendo de la competencia por recursos limitados entre las fuerzas terrestres, navales y aéreas de una nación. El término se aplica asimismo a las rivalidades entre los servicios de inteligencia de un país (por ejemplo, en Estados Unidos entre la CIA y el FBI ), o entre policías y bomberos de una ciudad, como ocurre en la ciudad de Nueva York entre su departamento de policía y su departamento de bomberos.

## Rivalidad en campos específicos

### Relaciones interpersonales
En el campo de las relaciones interpersonales se encuentran una variedad de rivalidades.
La rivalidad entre hermanos se refiere un tipo de competición o animosidad entre hermanos, consanguíneos o no. Los hermanos pasan por lo general más tiempo juntos durante la infancia que con sus padres. El vínculo fraterno suele ser complicado y está influenciado por factores como el trato por parte de los padres, el orden de nacimiento, la personalidad y las personas y experiencias por fuera de la familia. La rivalidad entre hermanos es particularmente intensa cuando los niños tienen edades muy cercanas y/o son del mismo sexo y/o cuando uno o ambos niños son superdotados. Según una revisión de Macionis, los hermanos mayores tienden a reportar que la rivalidad alcanza su punto máximo en la infancia, mientras que los hermanos menores reportan un pico más tardío, durante la adolescencia temprana.
También ocurren rivalidades entre personas que tienen intereses románticos en una misma pareja romántica potencial:

The jealousy mechanism is activated if a committed romantic relationship is threatened by a rival. ... In heterosexual relationships, the rival is an individual of the opposite sex; in homosexual relationships, the rival is of the same sex. The rival can be imagined, suspected, or real. The minimal requirement for an individual to be perceived as a rival is fulfilled if the partner is assumed to be attracted to this other person and if this attraction is considered sufficient to eventually result in the partner's infidelity. It is less clear whether someone should be considered a rival who is attracted to the partner when the partner does not return this attraction, as in this case a partner's infidelity appears rather unlikely.

El mecanismo de los celos se activa si una relación romántica comprometida se ve amenazada por un rival. ... En relaciones heterosexuales, el rival es un individuo del sexo opuesto; en relaciones homosexuales, el rival es del mismo sexo. El rival puede ser imaginario, sospechado o real. El requisito mínimo para que un individuo sea percibido como rival se cumple si se asume que la pareja se siente atraída por esta otra persona y si se considera que esta atracción es suficiente como para acabar provocando la infidelidad de la pareja. Queda menos claro si se debe considerar rival a alguien que se siente atraído por la pareja cuando ésta no corresponde esta atracción, ya que en este caso la infidelidad de la pareja parece bastante improbable.

Las personas emplean una serie de mecanismos para contrarrestar a rivales románticos, por ejemplo, desacreditar las características del rival que la pareja romántica podría buscar en una relación a largo plazo.

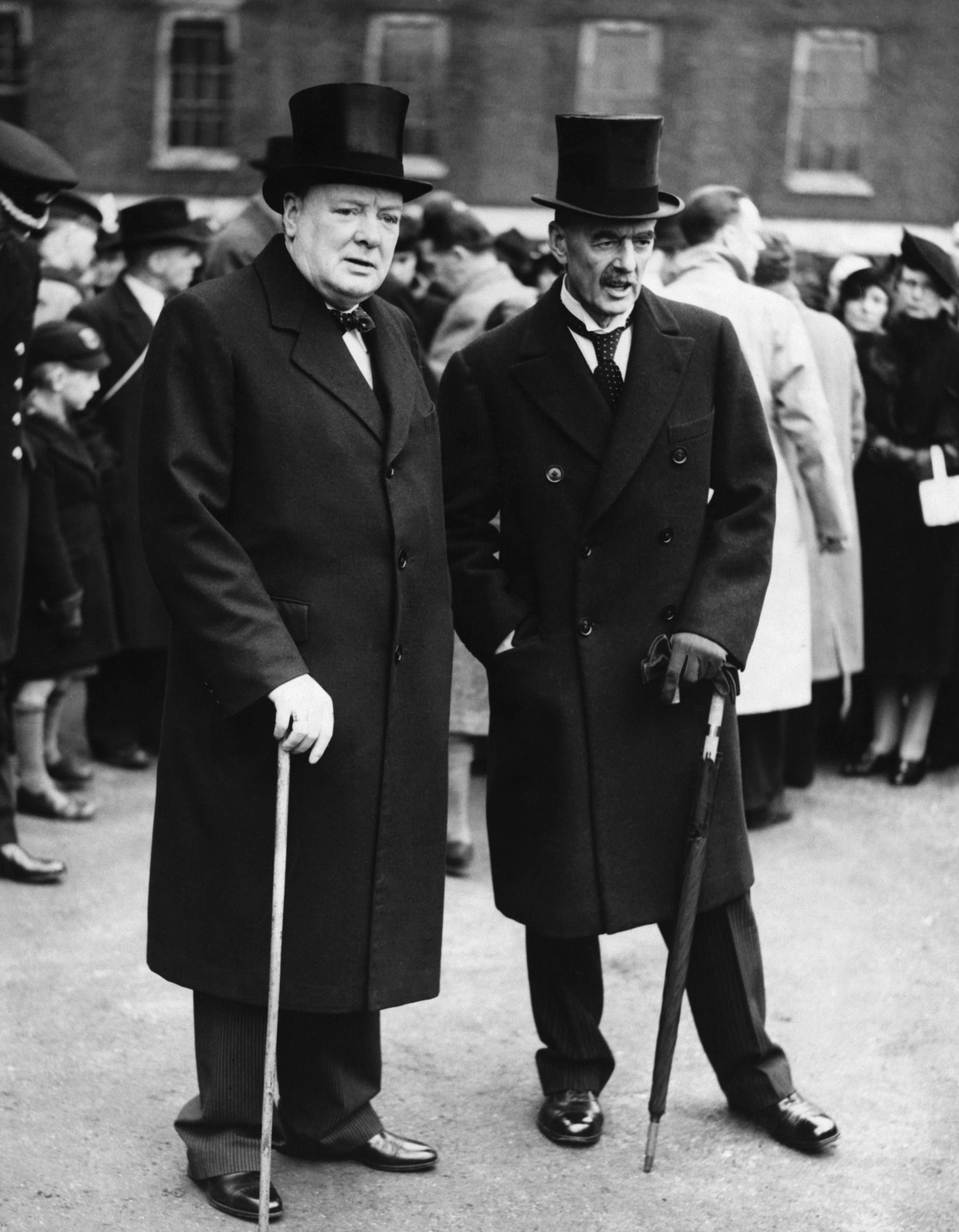
Winston Churchill y Neville Chamberlain fueron rivales políticos por el liderazgo del Reino Unido durante gran parte de la década de 1930, cuando se avecinaba la Segunda Guerra Mundial.

### Economía y política
En economía, se suele decir tanto de los bienes como de los productores de bienes que son rivales. Se afirma que un bien económico es rival si su consumo por parte de un consumidor evita un consumo simultáneo por parte de otros consumidores. Empresas que compiten vendiendo los mismos bienes económicos pueden así convertirse en rivales, en tanto cada una busca convencer a los consumidores para que compren sus productos, a expensas de los productos de su rival:

The competition of commercial rivals... centers on mutual exclusion from important markets, or the threat thereof. If a commercial rival continues to gain, there is some likelihood that its closest competitor will be excluded altogether from the market in question, or else reduced to a marginal position there. It is not inconceivable that some commercial rivalries transform into strategic rivalries.

La competición entre rivales comerciales... se centra en la exclusión mutua de mercados importantes, o en la amenaza de la misma. Si un rival comercial sigue ganando terreno, existe cierta probabilidad de que su competidor más cercano quede excluido por completo del mercado en cuestión, o bien quede reducido a una posición marginal en el mismo. No es inconcebible que algunas rivalidades comerciales se transformen en rivalidades estratégicas.

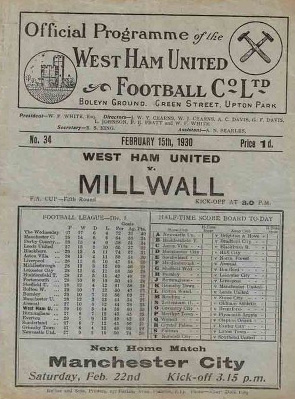
La rivalidad entre el Millwall FC y el West Ham United FC es una de las más antiguas y acérrimas de la historia del fútbol inglés.

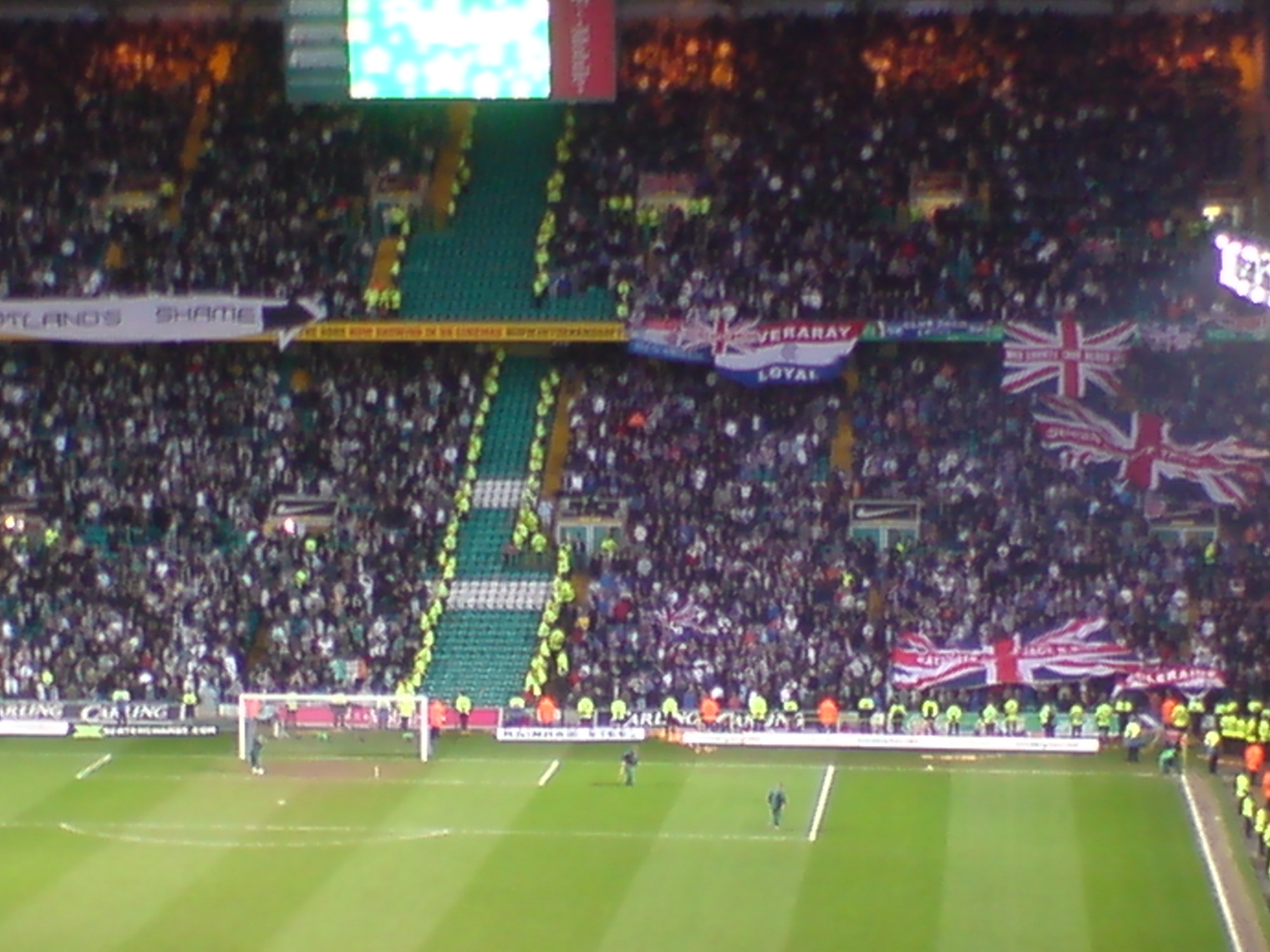
La rivalidad entre el Celtic FC y el Rangers FC, ambos equipos de Glasgow, Escocia, se basa en el sectarismo etnopolítico de The Troubles.

En el contexto de las relaciones internacionales, las rivalidades entre naciones pueden estar altamente formalizadas o ser comparativamente informales. Shohov y cols., citan como un ejemplo de rivalidad formalizada las relaciones entre la Unión Soviética y los Estados Unidos durante la Guerra Fría, «con sus cumbres periódicas y negociaciones sobre control de armamentos». En cualquier caso, la formulación de la rivalidad lleva consigo su propia expectativa de conductas apropiadas entre los participantes, lo que tiene el propósito de sostener la relación y limitar las vías disponibles para aquellos que se esforzarían por deshacerla. : 161 Las rivalidades entre naciones pueden inducirlas a competir «por cuestiones de armamentos navales, ayuda exterior, influencia cultural o eventos atléticos», y la rivalidad en cada caso ocurre dentro del contexto de los competidores que han «nombrado a uno o más de sus adversarios como dignos de preocupación y atención especiales». 
</ref> Se ha señalado que «si bien todas las grandes potencias, casi que por definición, son competidoras, sólo algunas se llaman rivales entre sí», siendo los rivales «competidores que han sido destacados para recibir atención especial de alguna manera»:

Presumably, there is something unusual about their competitiveness. In most cases, the special significance can be attributed to a perception of acute threat to important values and interests.

Presumiblemente, hay algo inusual en su competitividad. En la mayoría de los casos, la significación especial puede atribuirse a la percepción de una amenaza aguda para valores e intereses importantes.

### Deportes
A menudo, las rivalidades deportivas están estrechamente vinculadas con el ritualismo asociado con los deportes. El ritualismo se refiere a «una serie de... actos o actuaciones iterados que son... famosos en términos 'no codificados del todo por quien los lleva a cabo'; es decir, están imbuidos de significados externos a quien los ejecuta». Toda persona que participa de alguna manera en un evento deportivo se hace parte del ritualismo asociado con los deportes. En el fútbol, por ejemplo, los equipos se reúnen antes de cada partido para calentar, los entrenadores se dan la mano, los capitanes determinan quién va a recibir el balón primero, todo el mundo se pone de pie durante el himno nacional, los hinchas se sientan en áreas específicas, hacen ciertos gestos con las manos durante todo el juego,  usando prendas específicas asociadas con el equipo y tienen las mismas prácticas posteriores al juego, cada juego de cada temporada de cada año. : 72 Es a través a esta constancia de jugar contra los mismos equipos cada año que «estas rivalidades han demostrado una notable capacidad de permanencia». : 49–50 En particular, es el impulso de la sociedad por alterar tales rituales originales lo que inicia rivalidades. Para Horst Helle, «la sociedad necesita una relación cuantitativa particular de armonía y desarmonía, de asociación y competición, de favor y desfavor, para poder tomar forma de una manera específica». La sociedad se ve atraída hacia esto en los deportes porque es una característica principal de la vida cotidiana, que puede verse en las rivalidades religiosas históricas, tal como en el ejemplo contemporáneo de sectarismo en Glasgow. Dentro de un área, las diferencias entre dos tipos de personas pueden motivar el inicio de una rivalidad. La competición y el apoyo mantienen viva la rivalidad.
En los deportes, la competición pone a prueba quién tiene mejor habilidad y destreza a la largo del juego. Muchas rivalidades persisten debido a que la competencia ocurre entre equipos que tienen habilidades similares. Por su parte, los espectadores gravitan hacia las rivalidades competitivas porque son interesantes de observar y porque son impredecibles. La sociedad sigue las competiciones porque éstas influyen en «la unidad de la sociedad». Ser fiel a un equipo que tiene una rivalidad genera un sentido de pertenencia a una comunidad de seguidores que esperan que gane el equipo al que apoyan. Los hinchas de ambos equipos diferentes no se sientan unos junto a los otros porque esto molesta a la comunidad. De manera similar, la competencia muestra una forma indirecta de lucha o batalla. En tanto la sociedad no tolera la lucha directa como una manera apropiada de conseguir algo, el deporte constituye la forma más pasivo-agresiva de luchar. Gracias a que se trata de una práctica aceptable, muchos son partidarios de la competencia, en tanto las competiciones ofrecen una vía para que la gente participe en una rivalidad sin las consecuencias de una pelea física. Con todo, cuando la competición no es suficiente en los deportes y las tensiones son altas, es posible que surjan peleas.
El periodista deportivo estadounidense Glenn Gilbeau codificó los factores esenciales para que nazca una rivalidad deportiva en los Estados Unidos. Según Gilbeau, para ser considerada una rivalidad, la competencia requiere:
1. Odio verdadero de ambos bandos, y no sólo un complejo de inferioridad de parte de un grupo de seguidores.
2. Proximidad: mientras más cercanos los equipos, mayor rivalidad.
3. Cada equipo necesita tener una temporada ganadora. De lo contrario, el equipo con más victorias no tomará en serio al otro equipo.
4. Una «historia». Las rivalidades a corto plazo parecen irrelevantes.
5. Si bien no es esencial, es importante para el factor de «odio» la importancia a nivel nacional (en el caso de equipos universitarios). De lo contrario, es posible que a nadie más le importe.[31]

## Efectos
Las rivalidades pueden aumentar la motivación, llevar a hacer mayores esfuerzos y a un mejor desempeño. Pueden asimismo contribuir a más comportamientos de riesgo entre participantes y aumentar la propensión a comportamientos poco éticos.
Tales diferencias pueden llevar a una mala toma de decisiones por parte de grupos e individuos que ocurriría de otro modo sin tal rivalidad. Ejemplos examinados en la literatura incluyen los ataques de 1994 por parte de la patinadora artística Tonya Harding contra su rival Nancy Kerrigan, la admisión ante un tribunal por parte de la aerolínea British Airways de haber participado en una serie de prácticas antiéticas contra su rival comercial Virgin Atlantic (que incluyeron el robo de datos confidenciales y la difusión de rumores sobre el director ejecutivo Richard Branson), o el sobrepago hecho por Boston Scientific en su adquisición de Guidant (llamada la «segunda peor» adquisición de la historia), como resultado de su puja contra su rival Johnson & Johnson.  En el caso extremo, la competencia entre rivales «tiene cierta probabilidad de escalar a daños físicos».